# Friedrich (Salm-Horstmar)

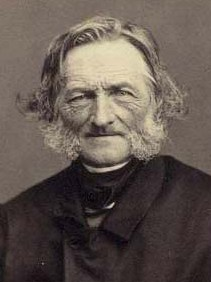
Friedrich zu Salm-Grumbach, Daguerreotypie des 19. Jahrhunderts

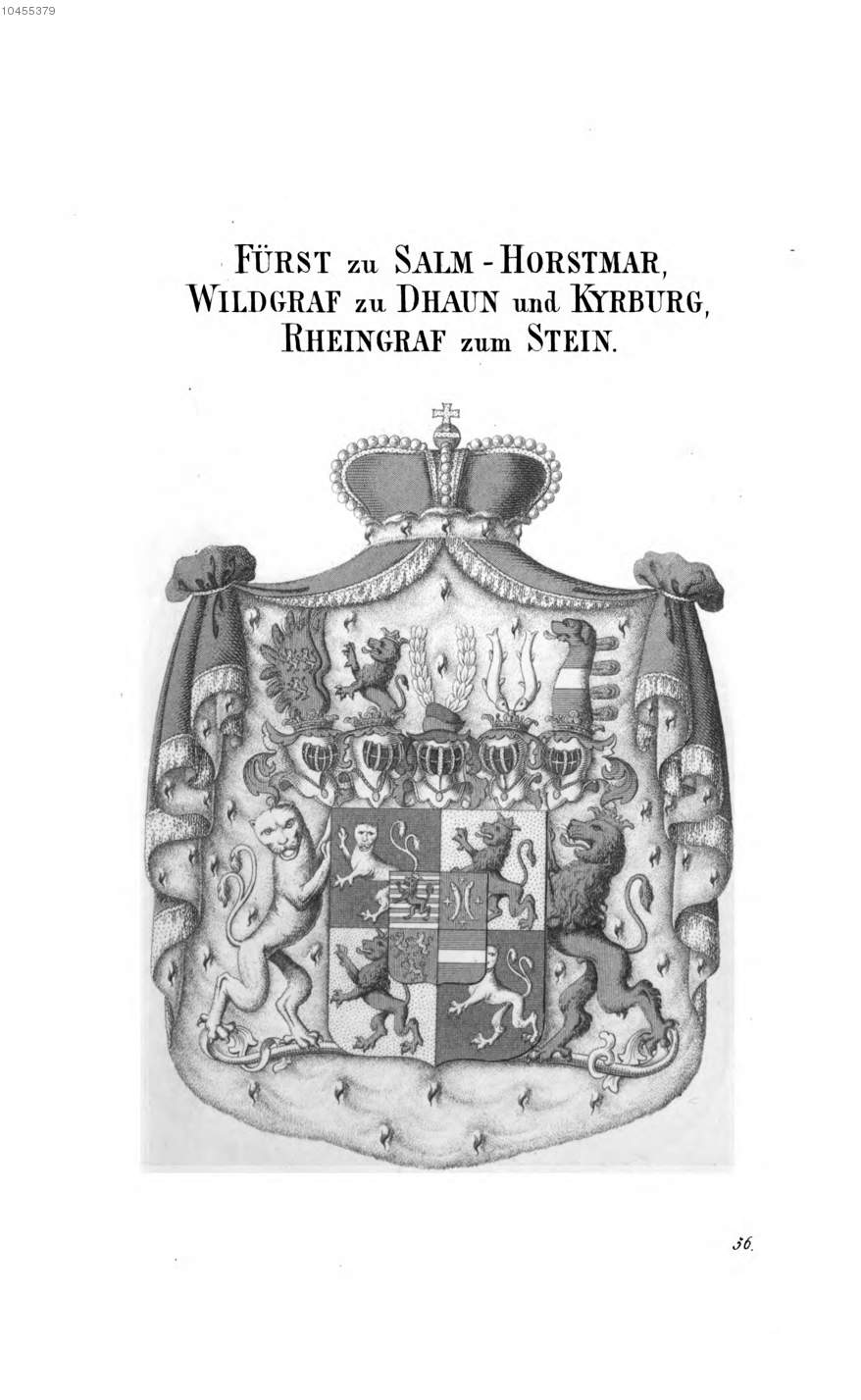
Wappen des Fürsten zu Salm-Horstmar, 1850

Wilhelm Friedrich Karl August Rheingraf zu Salm-Grumbach, seit 1816 Fürst zu Salm-Horstmar (* 11. März 1799; † 27. März 1865 in Varlar), war ein deutscher Standesherr. Noch minderjährig, war er regierender Herr der kurzzeitig reichsunmittelbaren Grafschaft Horstmar.

## Familie
Friedrich zu Salm-Horstmar entstammte der Linie Grumbach der zum Hochadel zählenden Familie Salm. Die Wild- und Rheingrafen Salm-Grumbach waren Herren der zwischen 1802 und 1806 für wenige Jahre unabhängigen Grafschaft Horstmar, die 1806 durch die Rheinbundakte zum Großherzogtum Berg kam. Nach einer Annexion durch Frankreich, während der das Gebiet zwischen 1811 und 1813 dem Departement Lippe eingegliedert war, und einer Übergangsverwaltung durch das Generalgouvernement zwischen Weser und Rhein wurde es 1815 durch den Wiener Kongress dem Königreich Preußen zugeteilt; dort wurden die Grafen zu Salm-Grumbach 1816 in den erblichen preußischen Adelsstand erhoben und nannten sich fortan Salm-Horstmar. Friedrichs Eltern waren Karl Ludwig zu Salm-Grumbach (1729–1799) und Wilhelmine Friederike, geb. Sayn-Wittgenstein (1767–1849). Er heiratete Elisabeth Reichsgräfin zu Solms-Rödelheim (1806–1886). Das Paar hatte fünf Kinder:
- Mathilde Elisabeth Friederike Wilhelmine Charlotte Ferdinande Amalie (1827–1908),
- Emma Elisabeth Friederike Caroline Ferdinande (1828–1892),
- Karl Alexis Heinrich Wilhelm Adolph Friedrich Ferdinand Franz Otto Eduard (1830–1909),
- Otto Friedrich Karl (1833–1892),
- Eduard Max Vollrath Friedrich (1841–1923).

## Leben
Friedrich wurde bereits im Alter von wenigen Monaten Erbe der Besitzungen des Hauses Salm-Grumbach, die linksrheinisch lagen und 1802 französisch wurden. Das Haus Salm-Grumbach wurde mit Territorien des Hochstifts Münster um Coesfeld entschädigt, die als Grafschaft Horstmar bis 1806 reichsunmittelbares souveränes Territorium waren. Neben seinem Onkel Wilhelm Christian von Salm-Grumbach (1741–1810) war Friedrich als Haupt dieses Gebiets noch minderjährig; Vormund – und damit Regentin der Grafschaft Horstmar – war seine Mutter Wilhelmine Friederike. 1816 wurde Friedrich in den erblichen Fürstenstand mit der Anrede Durchlaucht erhoben.
Als Standesherr hatte Friedrich zu Salm-Horstmar einen Sitz im westfälischen Provinziallandtag, 1847/48 im Ersten und Zweiten Vereinigten Landtag und seit 1854 einen erblichen Sitz im preußischen Herrenhaus, dem er bis zu seinem Tode 1865 angehörte.
Salm beschäftigte sich mit naturwissenschaftlichen Themen und veröffentlichte 1854 die Schrift Versuche und Resultate über die Nahrung der Pflanzen. 1856 wurde er Ehrenmitglied der Königlich-Preußischen Akademie der Wissenschaften und 1857 Ehrenmitglied der Göttinger Akademie der Wissenschaften.
1836 wurde er zum Ehrenbürger von Coesfeld ernannt.